# Querche

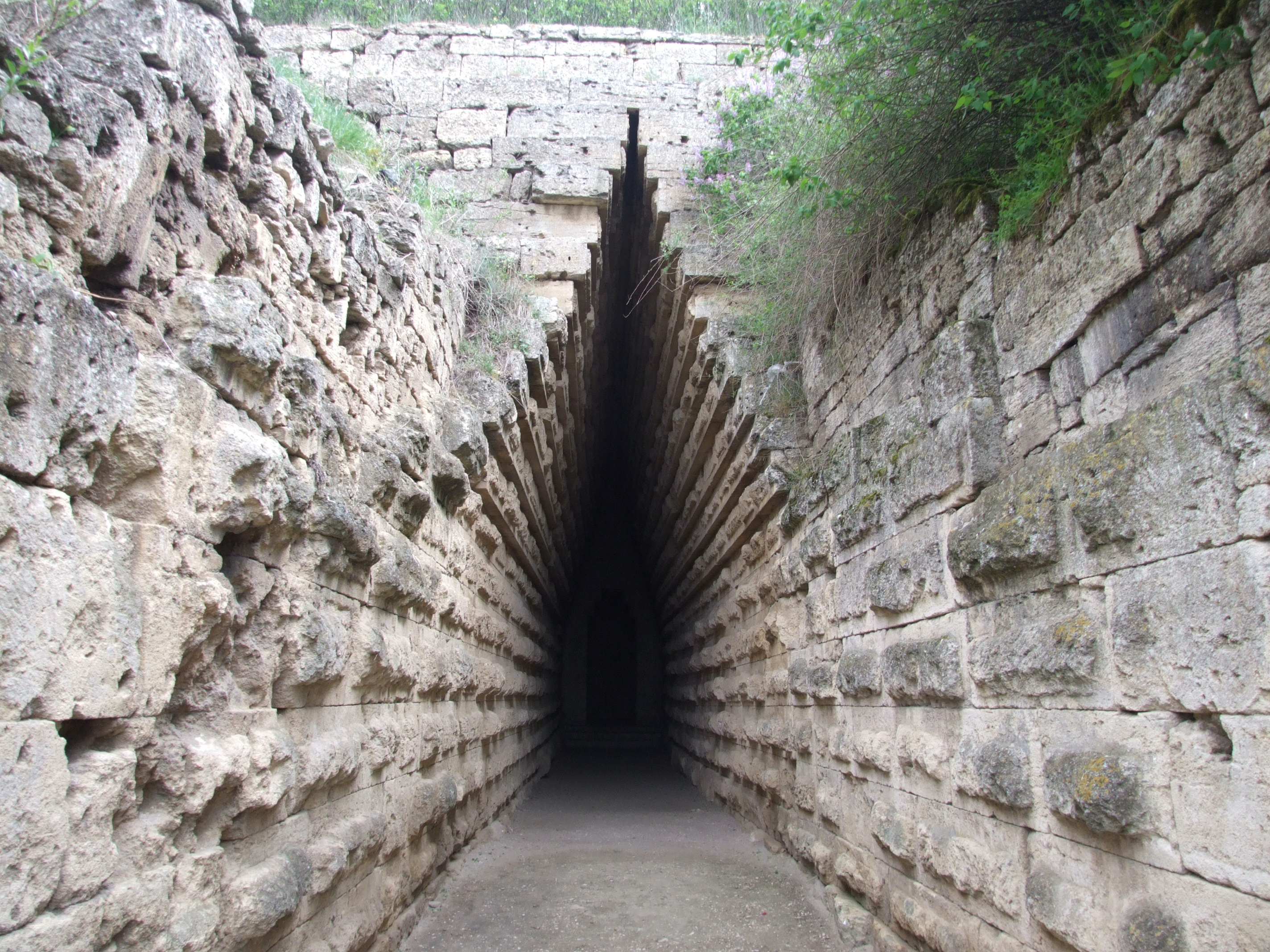
Fevereiro de 1837, Querche, Crimeia: Após vários anos de escavações exaustivas foi encontrada uma maneira de entrar no gigantesco buraco de terra, uma entrada para o Monte do Czar

Querche ou Kerch (em ucraniano:  Керч, em russo:  Керчь, em tártaro da Crimeia:  Keriç, russo antigo: Кърчевъ, grego antigo: Παντικάπαιον Pantikapaion, em turco:  Kerç) é uma cidade portuária situada na costa oriental da  península da Crimeia - anexada pela Rússia desde 2014.
A cidade fica junto ao estreito de Kerch, que liga o mar de Azov ao mar Negro. Além de ser um porto pesqueiro, a cidade abriga intensa atividade industrial, já que está localizada numa região produtora de minério de ferro e gás natural. Conta, portanto, com estabelecimentos metalúrgicos (ferro e aço) e químicos, fábricas de maquinaria e de transformação de pescado.
Na cidade fica a sede de um instituto de investigação oceanográfica. Entre os lugares de interesse conta com um museu arqueológico e com a igreja de S. João Baptista, que data do século VIII. Kerch foi fundada no século VI a.C. com o nome de Panticapeu, como uma colónia grega. Depois do século V a.C. e durante muito tempo, a cidade e seus arredores foram posse do reino independente do Bósforo. No início do século XIV, era uma colónia de Génova e, em 1475, caiu em mãos do Império Otomano. A Rússia anexou-a em 1771, durante uma das contendas russo-turcas. No decurso da guerra da Crimeia (1853-1856), foi severamente danificada, e o mesmo ocorreu durante a Segunda Guerra Mundial.
O asteroide 2216 Kerch homenageia a cidade.